# Opinion (parti)
Opinion (O eller OPi) var ett lokalt politisk parti verksamt i Åsele kommun. Partiet bildades 2014. Av Valmyndigheten förkortades partiet OPi.
Partibeteckningen registrerades av Valmyndigheten den 9 januari 2014. Företrädare för partiet innehade vice ordförande posten i kommunstyrelsen i Åsele kommun 2014-2018 och under den mandatperioden styrde partiet kommunen tillsammans med Åselepartiet. Sedan valet 2018 har partiet inga mandat.

## Valresultat
| År   | Röster | %     | Mandat |
| ---- | ------ | ----- | ------ |
| 2014 | 316    | 16,61 | 5 / 31 |